# رهبر گروه نوازندگان
رهبر گروه نوازندگان (انگلیسی: The Band Master) یک فیلم کمدی صامت کوتاه به کارگردانی آروید ئی. گیلستورم است که در سال ۱۹۱۷ منتشر شد. از بازیگران این فیلم می‌توان به اولیور هاردی و بیلی وست اشاره کرد. این فیلم در زمان انتشار با سانسور و حذف صحنه‌هایی مواجه شد.